# Жихарев, Александр Николаевич
Александр Николаевич Жихарев (1 июня 1993 — 27 февраля 2022) — российский военнослужащий, капитан. Герой Российской Федерации (2022, посмертно).

## Биография
Родился 1 июня 1993 года в Санкт-Петербурге. Помимо Александра в семье было ещё шесть детей. До 2006 года учился в средней общеобразовательной школе № 208, а в 2006 году перешёл в лицей № 369, который он окончил в 2009 году. В период учёбы в школе занимался боксом, рукопашным боем, подводным плаванием.
С 2009 года курсант Новосибирского высшего военного командного училища. В 2013 году переведён в Рязанское высшее военно-воздушное командное училище имени генерала армии В. Ф. Маргелова на специальный факультет.
Мастер спорта по рукопашному бою. Парашютист-инструктор (более 150 прыжков). Неоднократный победитель и призёр соревнований по военно-прикладным видам спорта Вооружённых сил Российской Федерации. Владел английским, немецким и арабским языками.
После окончания училища в 2014 году служил на командных должностях во 2-й отдельной бригаде специального назначения Главного управления Генерального штаба (пункт дислокации — город Псков), прошёл путь от командира взвода до командира роты. Приобрёл боевой опыт в горячих точках, в том числе в 2020 году в Сирии.

### Гибель
В 2022 году участвовал во вторжении России на Украину. Согласно информации интернет-издания The Insider, 27 февраля штурмовая группа под командованием Жихарева вслепую блуждала по Харькову и была блокирована 92-й бригадой Вооружённых сил Украины, полицейским спецназом «Корд» и отрядом территориальной обороны «Омега». Из-за этого группе Жихарева пришлось укрыться в школе № 134, бросив бронеавтомобиль «Тигр» и половину боекомплекта. При этом водитель второго бронетранспортёра попал в плен к украинцам и выдал информацию о составе группы и её задачах: захватить управление СБУ и повесить российский флаг. После 10 часов ожидания российского подкрепления и трёх попыток украинцев убедить группу сдаться российский спецназ был уничтожен прицельным огнём, в том числе из танка. Вопреки распространявшейся пророссийскими источниками информации о том, что украинская сторона понесла потери в 30 человек погибшими, по информации The Insider, погиб один украинский военнослужащий, ещё пять были ранены, а также подбит БТР-4. Российская сторона потеряла 20 человек убитыми — среди них был Жихарев. По данным издания, в начале боя Жихарев приказал своим подчиненным держаться до конца, при этом сам с двумя бойцами попытался прорваться из школы и был убит при попытке прорыва.
Похоронен в Санкт-Петербурге 25 апреля 2022 года.
Закрытым указом президента Российской Федерации от 3 мая 2022 года «за мужество и героизм, проявленные при исполнении воинского долга», присвоено звание Героя Российской Федерации (посмертно).

## Семья
- Прапрадед — начальник штаба кавалерийского полка.
- Прадед — разведчик во время Великой Отечественной войны; погиб героем — отпустил свою группу спасаться и в одиночку отстреливался от нацистов в холодном лесу[2].
- Отец Николай Николаевич, пенсионер.
- Мать Елена Михайловна.
- Вдова Жихарева Кристина Михайловна, сын Николай.

## Память
- 15 декабря 2022 года на стене лицея № 369 Санкт-Петербурга был открыт памятный знак. В марте 2023 года петербургскому лицею № 369 было присвоено имя А. Н. Жихарева (решение Топонимической комиссии Санкт-Петербурга от 9 марта 2023 года). Приказом директора лицея навечно зачислен в ученики 11 «А» класса[3][4].
- 2 апреля 2023 года в Санкт-Петербурге состоялись соревнования по рукопашному бою памяти Александра Жихарева[5][6].

## Награды
- Герой Российской Федерации (2022, посмертно) «за мужество и героизм, проявленные при исполнении воинского долга»
- Медаль ордена «За заслуги перед Отечеством» II степени с мечами (08.02.2021)